# Izakaya

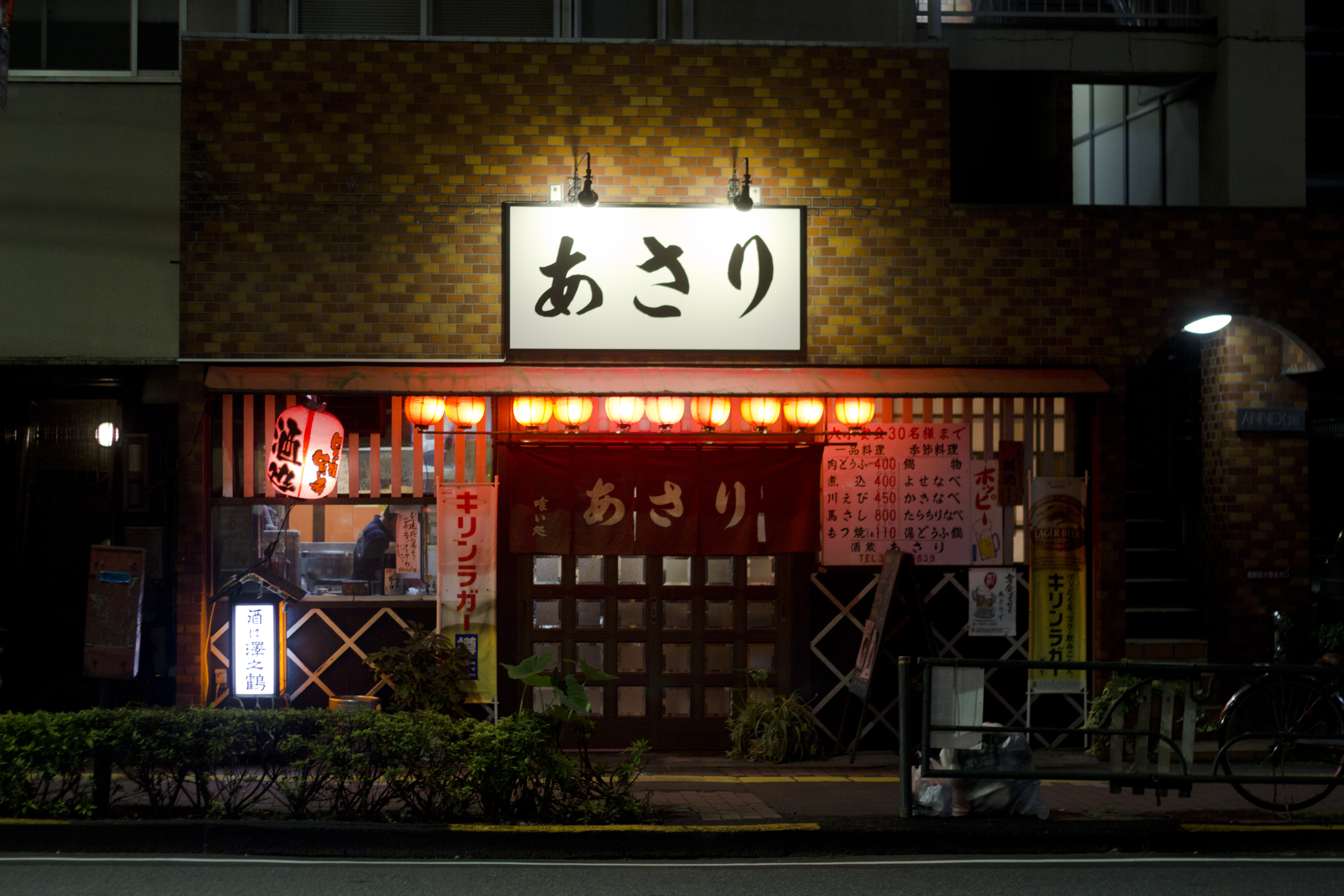
Un izakaya a Tokyo

Un izakaya (居酒屋) è un tipico locale giapponese in cui si servono bevande accompagnate da cibo.

## Etimologia
Il termine giapponese izakaya è composto dalle parole "i" (sedersi), saka (bevanda alcolica) e ya (negozio).

## Le origini

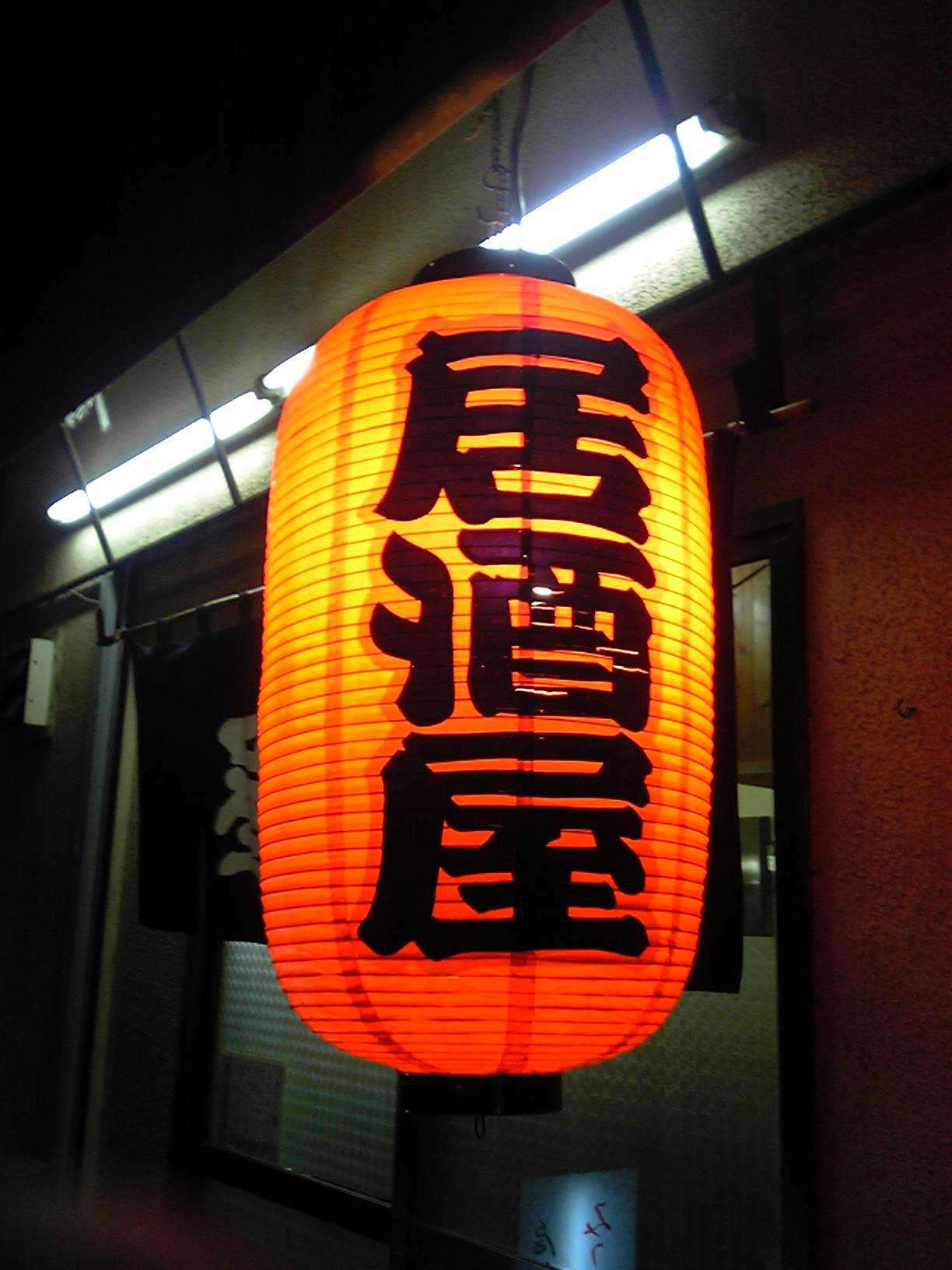
Una tradizionale lampada Akachōchin all'esterno di un izakaya

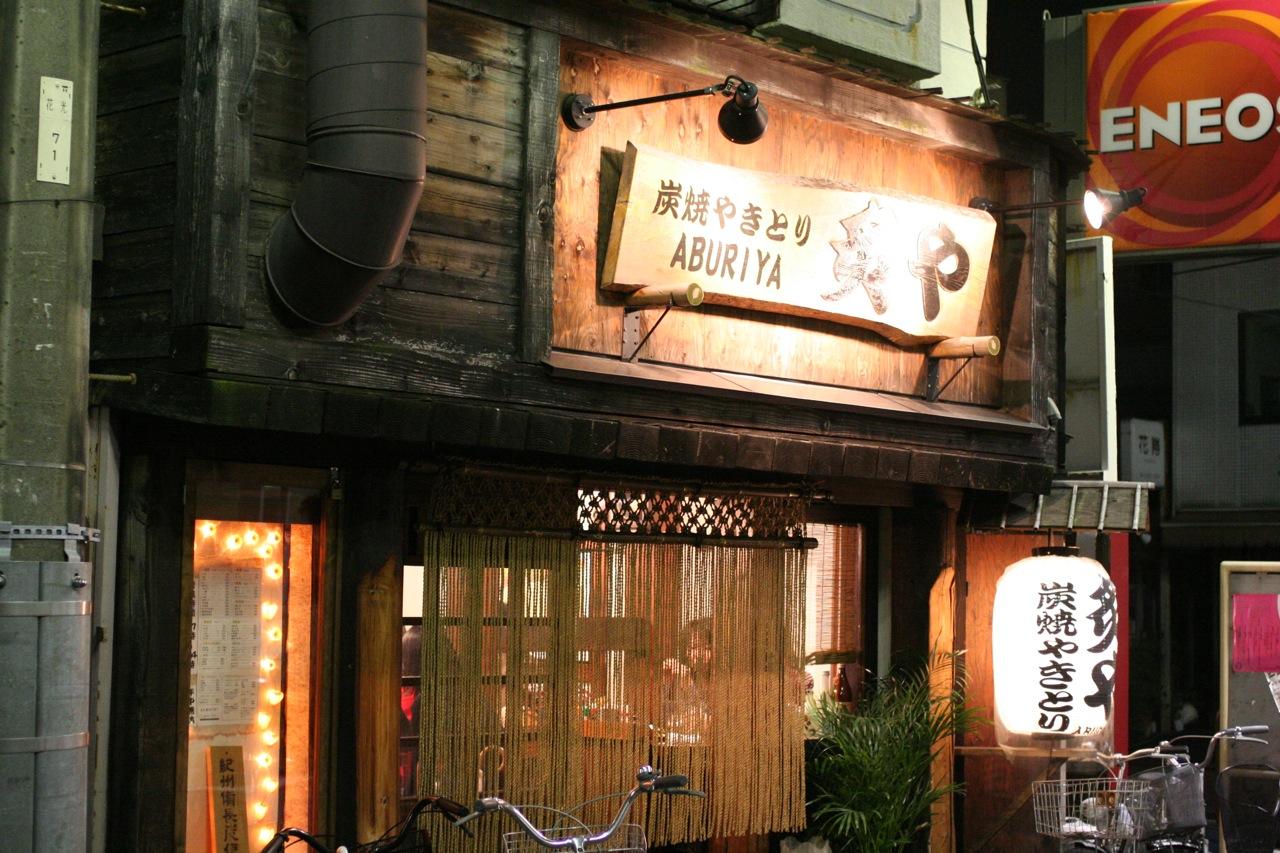
Un Izakaya ad Ōta (Tokyo), si nota la commistione tra il tradizionalismo del locale e la modernità della città circostante

In origine l'izakaya era l'opposto del tachinomiya, un termine composto da tachi (in piedi), nomi (bere) e ya (negozio), cioè un locale in cui si vendevano alcolici consumati dai clienti in piedi, all'opposto appunto dell'izakaya dove ci si può sedere.
Nel linguaggio quotidiano gli izakaya non appartenenti alle grandi catene sono chiamati akachōchin (lanterne rosse), per via delle lanterne rosse di carta che tradizionalmente si trovano al loro ingresso.
Questo tipo di locale può essere considerato simile alle osterie italiane o ai pub britannici: sono locali popolari e relativamente poco costosi, dove gli uomini bevono sake e birra dopo il lavoro. Sono in aumento con la crescita della popolazione di donne indipendenti e studenti che vivono da soli.

## Cosa avviene in una izakaya
Per tradizione, i colleghi di un'azienda al termine della giornata di lavoro si dirigono verso un izakaya. Il capo ufficio o i Senpai usualmente pagano per i colleghi più giovani. Mentre bevono, parlano di ciò che accade sul posto di lavoro, della loro vita privata o del loro passato. I veterani insegnano ai più giovani come si ordina da bere, come si beve in compagnia e di come va il mondo.

## Andare in una izakaya
Gli izakaya non appartenenti alle grandi catene sono composti da piccole stanze separate, in ognuna delle quali si trova un tavolino. Ciò per realizzare maggior intimità tra i commensali.
All'entrata i clienti si tolgono le scarpe (che verranno messe in appositi armadietti oppure in bustine, che verranno poi consegnate) per non sporcare il tatami che si trova all'interno e sul quale ci si siede. Ci si serve di tavoli molto bassi, mangiando alla maniera tradizionale giapponese, spesso però c'è la possibilità di utilizzare anche sedie.
Solitamente al cliente viene servito prima di tutto un oshibori (piccolo asciugamano umido), con cui pulirsi le mani. Successivamente viene servito un otōshi o tsukidashi (uno stuzzichino, chiamato nel primo caso così nella regione del Kantō e nel secondo in quella del Kansai), le cui porzioni sono più grandi del tipico antipasto spagnolo (tapas), ma non quanto un pasto completo.
I menu si trovano sui tavoli o appesi alle pareti, riportano comunemente le foto dei piatti e spesso contengono la popolarissima formula nomihodai ("tutto ciò che puoi bere") e tabehodai ("tutto ciò che puoi mangiare"), con la quale i clienti possono ordinare tutto il cibo e le bevande che vogliono, con un limite di tempo di circa 2-3 ore, pagando una tariffa fissa mentre i camerieri servono continuamente da bere e mangiare.
In questo tipo di locali è norma ordinare le portate comunitariamente, mantenere i vassoietti al centro del tavolo e dividere le pietanze tra tutti i commensali.
In alcuni quartieri della capitale Tokyo, esistono izakaya molto caratteristiche: a Shinjuku si possono trovare al Omoide Yokocho (il vicolo dei ricordi) e al Golden Gai, forse il vicolo più famoso in città; a Shibuya invece sono concentrate nel Nombei Yokocho (il vicolo dei bevitori).

## Cibi e bevande

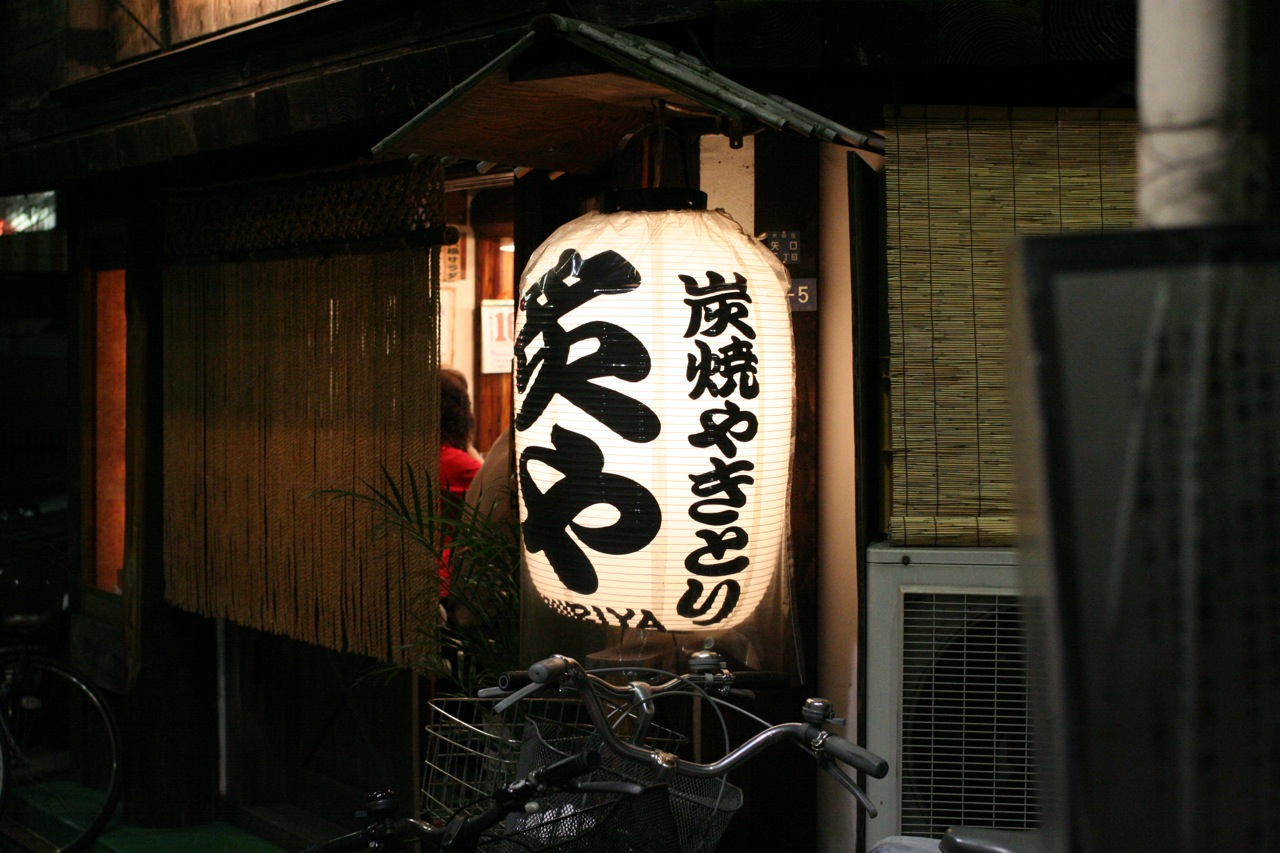
L'entrata di uno yakitori-ya ad Ōta, Tokyo

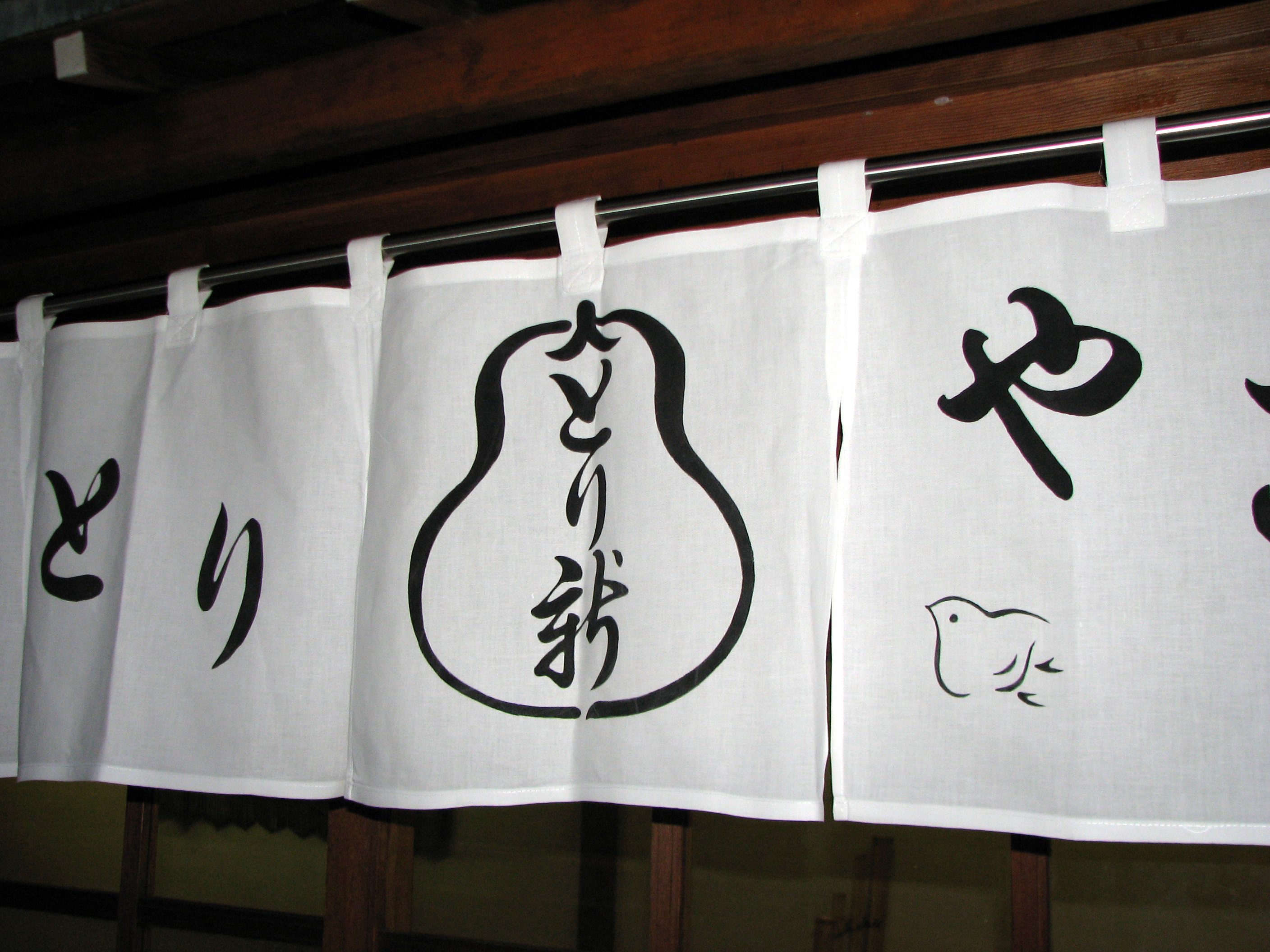
La tenda (noren) di un izakaya a Kyoto

Gli izakaya offrono moltissimi tipi di pietanze e bevande, solitamente le seguenti non mancano mai:
Bevande alcoliche:
- Sakè (nihonshu)
- Birra (biiru)
- Shōchū
- Chuhai
- Vino
- Whiskey

Cibi:
- Yakitori
- Kushiyaki
- Sushi
- Sashimi
- Karaage
- Edamame
- Okonomiyaki
- Ramen
- Takoyaki
- Tofu (hiyayakko o agedashi tofu)
- Tonkatsu
- Tsukemono

Piatti con riso, come l'ochazuke, o di spaghetti, come la yakisoba, spesso sono consumati alla fine di un giro di bevute (i giapponesi non mangiano riso e spaghetti mentre bevono alcool, come il sake, derivato dal riso stesso).

## Tipi di izakaya
Esistono diversi tipi di izakaya:
- Chain izakaya: diventano frequenti dopo gli anni ottanta, hanno un'ampia superficie ed offrono un menu completo. Spesso qui si trovano schermi ed impianto per il karaoke, molto diffuso in Giappone.
- Yakitori-ya: specializzati in yakitori, spiedini che vengono rosolati di fronte al cliente.
- Robatayaki: sono realizzati con uno spazio all'interno del locale in cui gli chef grigliano frutti di mare e verdure, attorno al quale si siedono i clienti.
- Oden-ya: sono bancarelle di strada con posti a sedere e popolari d'inverno specializzati in oden.

## Fuori dal Giappone
A Vancouver, in Canada, gli izakaya sono diventati estremamente popolari grazie alla presenza di un gran numero di giapponesi, sia immigrati che studenti ESL, e di una clientela esperta di cucina asiatica. Questa popolarità deriva dalla recente moda del tapas combinato con quella del cibo giapponese. Si possono trovare anche in Australia.